# 达维德·福伊尔沃克
达维德·福伊尔沃克（法語：David Feuerwerker，1912年10月2日—1980年6月20日）出生於瑞士的首都日內瓦，曾經是一位法國猶太教的拉比、以及猶太歷史教授。

## 生平
他出生在奧匈帝國的猶太教正統派世家，父親出生在匈牙利王國的錫蓋圖馬爾馬切伊，由於生活在第一次世界大戰的動盪中，因此全家都是無國籍人士，先是逃到瑞士、後來又移居到法國奥弗涅-罗讷-阿尔卑斯大区上薩瓦省的埃維昂萊班才安居下來。從那個時候达维德·福伊尔沃克才從猶太學堂接觸教育、學習塔木德，幾年後得到法國業士文憑之後進入法國猶太神學院學習，是曾任法國首席拉比莫里斯·里伯的門生，畢業後再前往索邦神學院修習閃語，他於1937年被任命為拉比。
任命拉比之後的兩個禮拜，他就前往阿尔萨斯服役，在法國抵抗運動和投入法國海軍的軍旅，他接濟不少落難的猶太人，甚至委請省長協助猶太家庭，以躲避蓋世太保的追捕，1944年他已經成為法國內務部隊的牧師上尉，戰爭結束之後受到法國大力表揚，因此陸續獲得許多勳章。1948年他被指派為圖爾內勒路猶太會堂的拉比，自此長達30年都在牧會這個猶太會堂。1955年他曾經想要競選法國首席拉比，不過卻是由雅各布·卡普蘭勝出。
1966年他接受加拿大蒙特婁大學的邀約，於是舉家移民加拿大，同年他在蒙特婁建立希伯來語學校，之後也成為加拿大法語區法國業士文憑的希伯來語主試官。
1980年他在蒙特婁逝世，為了表彰他生前對於猶太族群的貢獻，因此被安葬在以色列耶路撒冷。

## 歷史沿革
- 1953年：法國榮譽軍團勳章（騎士）
- 1958年：志願戰士十字勳章（法语：Croix du combattant volontaire）
- 1958年：法國1939-1945戰爭紀念勳章（法语：Médaille commémorative française de la guerre 1939-1945）
- 1963年：法國榮譽軍團勳章（軍官）
- 巴黎市勳章
- 學術棕櫚勳章
- 公共衛生勳章（法语：Ordre de la Santé publique）
- 社會功績勳章（法语：Ordre du Mérite social）